# Good Mourning (película)
Good Mourning es una película de comedia y stoner de 2022 dirigida, producida, escrita y protagonizada por Colson Baker y Mod Sun. También es protagonizada por Zach Villa y GaTa, con Becky G, Megan Fox y Dove Cameron. Fue estrenada el 20 de mayo de 2022.

## Reparto
- Colson Baker como London Clash
- Mod Sun como Dylan
- Becky G como Apple
- Dove Cameron como Olive
- GaTa como Leo
- Zach Villa como Angel
- Jenna Boyd como Sabrina the Stalker
- Boo Johnson como Fat Joe
- Amber Rose como Weed Girl
- Avril Lavigne como Avril Lavigne
- Dennis Rodman como Basketball Cameo
- Rickey Thompson como Workout Demon
- Tom Arnold como Famous Director
- Whitney Cummings como Maxine
- Megan Fox como Kennedy
- Pete Davidson como Berry
- Adin Ross como Airport Worker
- Danny Trejo como Method Cameo
- YG como Party Cameo
- Trippie Redd como Pool Guest
- Brittany Furlan como Waitress
- Snoop Dogg como The Joint

## Recepción

### Crítica
Good Mourning recibió reseñas generalmente negativas de parte de la crítica y de la audiencia. En el sitio web especializado Rotten Tomatoes, la película posee una aprobación de 0%, basada en 7 reseñas, mientras que de parte de la audiencia tiene una aprobación de 57%, basada en más de 100 votos, con una calificación de 3.1/5.
En el sitio IMDb los usuarios le asignaron una calificación de 3.1/10, sobre la base de 2300 votos, mientras que en la página web FilmAffinity la cinta tiene una calificación de 3.5/10, basada en 25 votos.

### Premios y nominaciones
| Premio                   | Fecha de la ceremonia | Categoría             | Nominados                   | Resultado | Ref.  |
| ------------------------ | --------------------- | --------------------- | --------------------------- | --------- | ----- |
| Premios Golden Raspberry | 11 de marzo de 2023   | Peor película         | Good Mourning               | Pendiente | [ 5 ] |
| Premios Golden Raspberry | 11 de marzo de 2023   | Peor director         | Machine Gun Kelly           | Pendiente | [ 5 ] |
| Premios Golden Raspberry | 11 de marzo de 2023   | Peor actor            | Machine Gun Kelly           | Pendiente | [ 5 ] |
| Premios Golden Raspberry | 11 de marzo de 2023   | Peor actor de reparto | Mod Sun                     | Pendiente | [ 5 ] |
| Premios Golden Raspberry | 11 de marzo de 2023   | Peor actor de reparto | Pete Davidson               | Pendiente | [ 5 ] |
| Premios Golden Raspberry | 11 de marzo de 2023   | Peor guion            | Machine Gun Kelly y Mod Sun | Pendiente | [ 5 ] |
| Premios Golden Raspberry | 11 de marzo de 2023   | Peor pareja           | Machine Gun Kelly y Mod Sun | Pendiente | [ 5 ] |